# Oscar Schachter
Oscar Schachter (* 19. Juni 1915 in New York City; † 13. Dezember 2003 ebenda) war ein US-amerikanischer Jurist.

## Leben
Schachter besuchte das College of the City of New York, wo er 1936 den Bachelor erwarb, und wechselte anschließend an die Columbia Law School, wo er als Chefredakteur der Columbia Law Review arbeitete und 1939 als Jahrgangsbester sein Studium abschloss.
Anschließend war er als Anwalt tätig und vertrat in dieser Rolle mehrere Bundesämter, bis er 1942 eine Stelle im Außenministerium als Berater annahm. 1944 wurde er Berater der United Nations Relief and Rehabilitation Administration (UNRRA) und reiste 1945 zu Einsätzen nach Polen und in die Sowjetunion. 1946 wurde er stellvertretender Leiter der Rechtsabteilung der Vereinten Nationen und 1952 Leiter der General Legal Division. Von 1966 bis 1975 war er Leiter des Ausbildungs- und Forschungsinstituts der Vereinten Nationen (UNITAR).
Nachdem er bereits von 1955 bis 1971 Gastdozent an der Yale Law School gewesen war, wurde er 1975 zum Professor für Völkerrecht an der Columbia Law School berufen. Von 1978 bis 1984 war er einer der Chefredakteure des American Journal of International Law und anschließend bis zu seinem Tode Ehrenredakteur. 1980 wurde er zum Hamilton Fish Professor ernannt und 1985 emeritiert.
Schachter war Mitglied der American Academy of Arts and Sciences und des Council on Foreign Relations sowie von 1968 bis 1970 Präsident der American Society of International Law und von 1994 bis 1996 deren Ehrenpräsident. Zudem war er seit 1965 Mitglied des Institut de Droit international, dessen Vizepräsident er von 1991 bis 1993 war, und Mitglied der World Academy of Art and Science. 1981 wurde ihm die Manley-O.-Hudson-Medaille für herausragende Beiträge zum Völkerrecht verliehen und 1991 die Law Alumni Medal for Excellence. 1992 erhielt er das ASIL Certificate of Merit (Verdiensturkunde) der Amerikanischen Gesellschaft für internationales Recht für sein ein Jahr vorher erschienenes Werk International Law in Theory and Practice.
Er starb am 13. Dezember 2003 in Manhattan im Alter von 88 Jahren an den Komplikationen eines Herzleidens. Der damalige UN-Generalsekretär Kofi Annan veröffentlichte anlässlich des Todes folgende Erklärung: „Professor Schachter did more than any other official in the United Nations to help shape the rule of law, and was the architect of the legal framework which has guided United Nations peacekeeping for more than 50 years. The Secretary-General gives thanks for the life of this eminent jurist, scholar and international civil servant, whose contributions will continue to benefit the Organization for many years to come.“

## Werke
Zu den wichtigsten Werken von Oscar Schachter gehören:
- Toward wider acceptance of UN treaties (mit Mahomed Nawaz und John Fried), New York 1971, ISBN 0-405-02236-0
- Sharing the World's Resources, New York 1977, ISBN 0-231-04110-1
- International law in theory and practice, 1985
- The decline of the nation-state and its implications for international law, in: Politics, values, and functions: international law in the 21st century – essays in honor of Louis Henkin, Den Haag u. a. 1997, S. 13 ff.
- The erosion of state authority and its implications for equitable development, in: International economic law with a human face, Den Haag 1998, S. 31 ff.
- Linking equity and law in maritime delimitation, in: Liber amicorum Judge Shigeru Oda, Bd. 2, Den Haag 2002, ISBN 90-411-1798-9, S. 1163 ff.